# Sari Laine
Pour les articles homonymes, voir Laine (homonymie).
Née le 18 novembre 1962 à Helsinki, Sari Laine est une karatéka finlandaise surtout connue pour avoir remporté le titre de championne du monde de karaté en kumite individuel féminin moins de 53 kilos aux championnats du monde de karaté 1994 à Kota Kinabalu, en Malaisie.

## Résultats
| Résultat           | Date            | Épreuve                   | Catégorie | Compétition                | Ville hôte                 |
| ------------------ | --------------- | ------------------------- | --------- | -------------------------- | -------------------------- |
| Médaille de bronze | 1986            | Kumite individuel - 53 kg | Seniors   | Championnats du monde 1986 | Sydney, en Australie       |
| Médaille de bronze | 22 juillet 1993 | Kumite individuel - 53 kg | Seniors   | Jeux mondiaux 1993         | La Haye, aux Pays-Bas      |
| Médaille d'or      | 8 décembre 1994 | Kumite individuel - 53 kg | Seniors   | Championnats du monde 1994 | Kota Kinabalu, en Malaisie |
| Médaille d'argent  | 18 octobre 1998 | Kumite individuel - 53 kg | Seniors   | Championnats du monde 1998 | Rio de Janeiro, au Brésil  |
| Médaille de bronze | 18 août 2001    | Kumite individuel - 53 kg | Seniors   | Jeux mondiaux 2001         | Akita, au Japon            |